# Маскат (футбольний клуб)
Клуб Маскат (араб. نادي مسقط) — оманський спортивний клуб з міста Маскат. Клуб грає в Першому дивізіоні Оману, другому за рівнем дивізіоні оманського футболу. Клуб грає домашні матчі на спортивному комплексі «Султан Кабус», а також вважає своїм домашнім полем старий стадіон Королівської поліції Оману. Обидва стадіони належать державі, але клуб також має і власний стадіон і спортивні майданчики, а також власні тренувальні комплекси. Клуб до 2003 року грав під назвою «Руві», та брав участь у найперших чемпіонатах Оману в найвищому дивізіоні.

## Мультиспортивний клуб
Незважаючи на те, що клуб «Маскат», як і багато інших клубів в Омані, відомий головним чином своєю футбольною складовою, у клубі займаються не лише футболом, а й хокеєм на траві, волейболом, гандболом, баскетболом, бадмінтоном і сквошем. У клубі також є молодіжна футбольна команда, яка грає в Оманській молодіжній лізі.

## Кольори клубу, постачальники екіпірування та спонсори
Подібно до національної збірної Оману з футболу, «Маскат» також давно обрав червоний або білий з чорними шортами (на виїзді) як кольори свого клубу, відрізняючись від форми сусідніх клубів «Баушер» (синій) та «Оман Клуб» (червоний). У клубу від часу заснування також була велика кількість різних спонсорів.

## Титули і досягнення
- Чемпіон Оману (3): 1977—1978, 2002—2003, 2005–06
- Володар Кубка Султана Кабуса (1): 2003
- Володар Суперкубка Оману (2): 2004, 2005